# لغة يولو
لغة اليولو هي لغة يتكلم بها شعب اليولو في جنوب السودان وجمهورية إفريقيا الوسطى، يتكلم بها ما يقدر بنحو 7000 - 13000 متحدث. تكتب اللغة بالأبجدية اللاتينية (مع تعديلات لبعض الأحرف) منذ أن حاول مؤتمر لغة الرجاف في عام 1928 توحيد نظام الكتابة للغات المنطقة الأصلية.
توجد في لغة يولو أربع نغمات صوتية: النغمة المرتفعة والمتوسطة والمنخفضة والمنخفضة جدًا. ومن خصائصها اللغة استخدامها المكثف للأفعال المركبة، وهي تراكيب مكونة من فعلين وأربعة أفعال مترابطة تُكوّن معنًى جديدًا عند دمجها. أبرز الكتابات المعروفة عن هذه اللغة ما دوّنه ستيفانو سانتاندريا الكاهن الكاثوليكي الرومي والذي أقام لعقود في إقليم بحر الغزال.
يفضّل العديد من شعب اليولو التحدث باللغة العربية اللغة الرسمية في السودان، على لغتهم المحلية. أحد أسباب ذلك اعتماد اللغة العربية في مراحل التعليم. أتحت اتفاقية السلام الشامل للمقاطعات الصغيرة اعتماد اللغات المحلية فيها لغات رسمية، وهو أمر دعا إليه كثيرا المعلمون والأكاديميون في منطقة بحر الغزال إلى استخدام أوسع للغات المحلية في المدارس.

## التصنيف
اختلف الباحثون في التصنيف الجغرافي للغة؛ فقد ذكر بعضهم أنها تنتمي إلى اللغات السودانية الوسطى، في حين صنّفها آخرون ضمن اللغات السودانية الشرقية، وهناك من عدّها من فئة اللغات السودانية الغربية الوسطى. وقد أدرج كلٌ من بويليديو وجرينبرج اللغة ضمن مجموعة لغات بونغو باقرمي، في حين أشار تاكر وبرايان إلى أنها لغة غير بانتوية أصلها من شمال شرق إفريقيا.
لغة يولو قريبة من لغة بينغا إذ يستطيع متحدثي اللغتين فهم بعضيهما، أثار هذا الأمر جدلًا حول ما إذا كانتا لغتين مستقلتين أم لهجتين من لغة واحدة. وقد صنّفهما مؤتمر الرجاف اللغوي لغة واحدة، وذهب الباحث جابجاندا إلى أنه من المنطقي اعتبارهما لهجتين للغة واحدة. أما الباحث سانتاندرِيا فيؤكد أن يولو لغة وليست مجرد لهجة. يدعم هذا القول وجود فروق كبيرة في المفردات بين لغتي يولو وبينغا. تتشابه يولو كذلك مع لغتي غولا ومودو في بعض الخصائص اللغوية، كما تشترك مع كارا وبينغا في سمات ثقافية ولغوية.

## التوزيع الجغرافي

خريطة للانتشار اللغات غير العربية في دارفور

لا يتجاوز عدد شعب اليولو بضعة آلاف، ويعتمدون في معيشتهم على الزراعة والصيد وإنتاج العسل. تشير التقاليد الشفهية للشعب أنهم هاجروا من منطقة النيل الأزرق نحو الشمال الغربي عبر أرض الفور حتى وصلوا إلى مواطنهم الحالية. ثم هاجرت أعداد أخرى منهم باتجاه المناطق الواقعة اليوم في جمهورية أفريقيا الوسطى.
يتحدث باللغة في جمهورية إفريقيا الوسطى في وحدتي الإدارة الفرعيتين أواندا جالي وأوادا، وتُستخدم في السودان في المنطقة الجنوبية الغربية من دارفور. أظهر مسح أُجري عام 2013 أن هناك أفراد من شعب اليولو يقيمون في ديم جلاب بوما ورينجي بايام قس مقاطعة راجا بجنوب السودان.

## علم الأصوات

### الحروف الساكنة
يوفر الجدول التالي نظرة عامة على الأصوات الساكنة.
|                        |          | شفوي     | لثوي     | لثوي غاري | طبقي     | شفوي حلقي ‏ | حنجري   |
| ---------------------- | -------- | -------- | -------- | --------- | -------- | ---------- | ------- |
| أنفي                   | أنفي     | ‎[[\|m]]‏  | ‎[[\|n]]‏  | ‎[[\|ɲ]]‏   | ‎[[\|ŋ]]‏  |            |         |
| انفجاري/ موقوف احتكاكي | بدون صوت | ‎[[\|p]]‏  | ‎[[\|t]]‏  | ‎[[\|t͡ʃ]]‏  | ‎[[\|k]]‏  | ‎[[\|k͡p]]‏   | ‎[[\|ʔ]]‏ |
| انفجاري/ موقوف احتكاكي | بصوت     | ‎[[\|b]]‏  | ‎[[\|d]]‏  | ‎[[\|d͡ʒ]]‏  | ‎[[\|g]]‏  | ‎[[\|ɡ͡b]]‏   |         |
| انفجاري/ موقوف احتكاكي | أنفي     | ‎[[\|ᵐb]]‏ | ‎[[\|ⁿd]]‏ | ‎[[\|ᶮd͡ʒ]]‏ | ‎[[\|ᵑɡ]]‏ |            |         |
| انفجاري/ موقوف احتكاكي | حنجري    | ‎[[\|ɓ]]‏  | ‎[[\|ɗ]]‏  |           | ‎[[\|ɠ]]‏  |            |         |
| احتكاكي                | بدون صوت | ‎[[\|f]]‏  | ‎[[\|s]]‏  |           |          |            | ‎[[\|h]]‏ |
| احتكاكي                | بصوت     | ‎[[\|v]]‏  | ‎[[\|z]]‏  |           |          |            |         |
| رهوي                   | رهوي     |          | ‎[[\|r]]‏  |           |          |            |         |
| شبه صامت               | شبه صامت |          | ‎[[\|l]]‏  | (‎[[\|j]]‏) |          | (‎[[\|w]]‏)  |         |

### حروف العلة
"يوفر الجدول التالي نظرة عامة على حروف العلّة باللغة.
|       | أمامي   | مركزي   | خلفي    |
| ----- | ------- | ------- | ------- |
| مغلق  | ‎[[\|i]]‏ |         | ‎[[\|u]]‏ |
| متوسط | ‎[[\|e]]‏ |         | ‎[[\|o]]‏ |
| مفتوح |         | ‎[[\|a]]‏ |         |